# Plovdina
Plovdina je stara balkanska sorta grožđa.

## Rasprostranjenost i sinonimi
Prevashodno je balkanska sorta. Najviše se gaji u Srbiji, ali i u susedstvu: Bugarskoj, Rumuniji, Makedoniji, Grčkoj, Albaniji.
Poznata je pod različitim imenima: crvena slankamenka, radoviska plovdina, pamid, rosoara, koplik, manakuki i dr.

## Opis
Pri povoljnim i srednje povoljnim agroekološkim uslovima, plovdina obrazuje vegetativno veoma jak čokot. Vrh mladog lastara je ljubičaste boje s beličastosivim maljama. Zreo lastar je debeo, s dugačkim internodijama i normalno izraženim kolencima, a boja varira u zavisnosti od odlike — od smeđežute do sivkastocrvene. List je srednje krupan, po pravilu trodelan, ali moze biti petodelan. Peteljkin sinus je jako izražen, ima oblik slova "V", obično je otvoren, ali može biti blago preklopljen. Liska je bledozelene boje, s lica gola, a s naličja vunasto maljava. Nervi lista su crvenkasti i s naličja jače maljavi. Cvet je morfološki i funkionalno hermafroditan i ima izrazito dobru oplodnju. Grozd je sredje krupan ili krupan, cilindričan ili cilindričnokonusan, često s jednim ili dva krilca. Masa grozda varira od 120 do 200 g. Bobica je srednje krupna, okrugla do blago ovalnog oblika s peteljčicom labavo spojena. Pokožica bobice je tanka, prozračna, crvene boje različitog intenziteta i obilnim pepeljkom. Grožđani sok je bezbojan i bez posebnog mirisa.

## Agrobiološka svojstva
Plovdina je srednje pozna sorta — po vremenu sazrevanja grozđa spada u sorte II epohe. Koeficijant rodnosti iznosi 1,3 do 1,6, i posebno je karakteristična po velikoj rodnosti najnižih okaca na lastaru. Spada u red jako prinosnih sorti — prinosi grožđa variraju od 15.000 do 20.000 hiljada kg/ha. Odgovara joj rezidba na kratke kondire: pri dugačkoj rezidbi prerodi i kvalitet grožđa jako opada. Prvenstveno se gaji uz kolac, a i kad se gaji u obliku kordunice mora se primenjivati kratka rezidba.
Najbolje uspeva na lakšim tipovima zemljišta — karbonatne smonice, gajnjače, deluvijalna šljunkovita, peskovita, duboka zemljišta. Na plamenjaču i pepelnicu je srednje, a na sivu plesan jako osetljiva. Osetljiva je i na zimske mrazeve.
Okca izmrzavaju na -16 do -18 °C. Dobro uspeva na mnogim loznim podlogama, a posebno na onima iz grupe Berlandieri x Riperia.

## Privredno-tehnološka svojstva
U grožđanom soku se nakuplja 15 do 18% šećera i 4 do 5 g/l ukupnih kiselina. Vina su žutozelene boje, prijatnog mirisa i nedovoljno osvežavajuća. Zbog malog udela ukupnih kiselina u grožđu, od plovdine se retko proizvodi sortno stono vino: više se koristi za kupažu i za proizvodnju vinskog destilata.
U Srbiji je plovdina veoma zastupljena na malim vinogradskim posedima. Proizvođači i potrošači na lokalnim tržištima dosta koriste grožđe plovdine za potrošnju u svežem stanju.

## Spoljašnje veze
- Organi vinove loze